# 金牛座εb
金牛座ε星b是一颗位于金牛座、距离地球约155光年的系外行星。其母星为金牛座ε，是毕宿星团六颗巨星之一，其质量为太阳的2.7倍，这使其成为迄今为止发现的拥有行星的质量最大的恒星，该恒星在其主序星阶段可能是一颗A型恒星。金牛座ε星b的轨道与其母星的距离要比地球轨道和太阳的距离大，其轨道离心率适中。
现今还不知晓该行星的轨道倾角。有些科学家认为金牛座ε星b也可能是一颗褐矮星。